# محوطه نسه خراسان پشته
محوطه نسه خراسان پشته مربوط به سدهٔ ۴ و ۵ ه.ق است و در شهرستان رودسر، بخش رحیم آباد، روستای خراسان پشته واقع شده و این اثر در تاریخ ۲ بهمن ۱۳۸۲ با شمارهٔ ثبت ۱۰۷۶۸ به‌عنوان یکی از آثار ملی ایران به ثبت رسیده است.